# Người Parthia

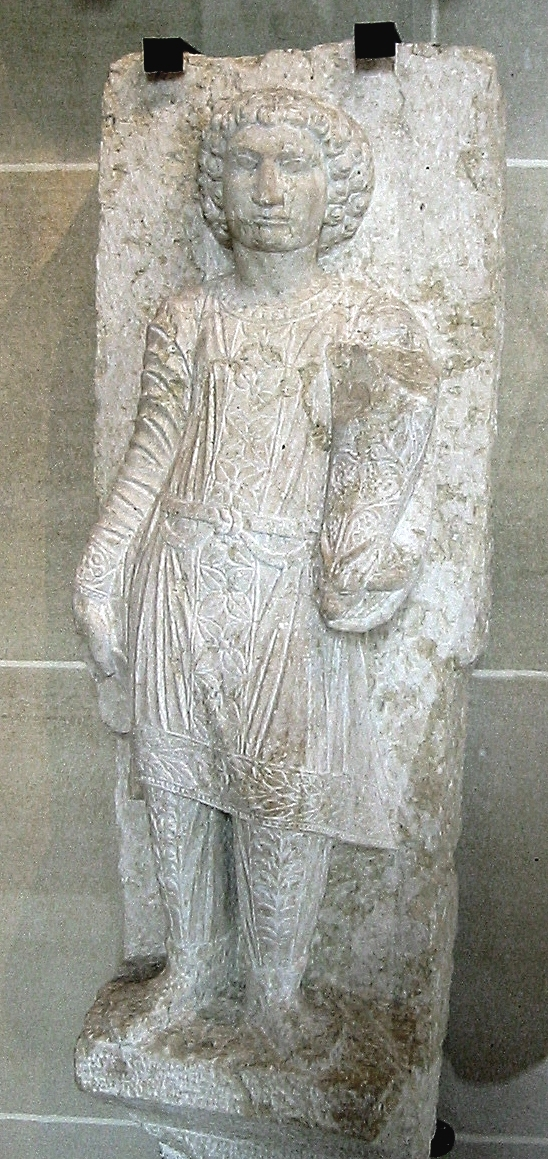
Một thanh niên trong trang phục Parthia, Palmyra, Syria vào nửa đầu thế kỷ III. Tượng khắc trang trí. Bảo tàng Louvre.

Người Parthia là một dân tộc miền đông bắc Ba Tư; họ là nền tảng chính trị và văn hóa của Vương quốc Arsaces sau này.
Các văn bản Anh ngữ hay gọi tên dân tộc này là "Parthia" xuất phát từ chữ Parthia trong tiếng Latin, hay từ Parthava trong tiếng Ba Tư, cũng có nghĩa trong tiếng Parthia là "của người Parthia".
Tiếng Việt trong một số tài liệu Phật giáo còn dịch Parthia là An Tức, có thể do các triều vua Arsaces Đệ I và Đệ II đầu công nguyên.

## Địa lý
Parthia gần tương đương với một nửa phía tây (Đại) Khorasan. Nó có biên giới giáp với dãy núi Kopet Dag, giới hạn ở phía bắc (ngày nay nằm giữa niên giới của Iran và Turkmenistan) và sa mạc Dasht-e-Kavir, sa mạc ở miền nam. Nó có biên giới với Media ở phía Tây, Hyrcania về phía tây bắc, Margiana về hướng đông bắc, và Aria về hướng đông nam.
Dưới triều đại Arsaces, Parthia đã kết hợp với Hyrcania (mà ngày nay một phần nằm ở Iran và một phần nằm trong Turkmenistan), với tư cách là một đại lý hành chính. Vì thế, Hyrcania tùy vào bối cảnh mà có được xem là một phần của Parthia hay không.

## Lịch sử

### Dưới triều đại Achaemenes
Là khu vực định cư của người Parthia, địa danh Parthia lần đầu tiên xuất hiện như là một tổ chức chính trị trong danh sách chính quyền của nhà Achaemenes dưới sự cai trị của họ, đứng đầu là một "phó vương". Trước thời kì này, khu vực này dường như là một vấn đề của người Media. Vào thế kỉ thứ 7 TCN, văn bản của người Assyria có đề cập đến đến một quốc gia có tên Partakka hoặc Partukka.
Vào một thời điểm nào đó, một năm sau khi Cyrus Đại đế đánh bại vua Media là Astyages, Parthia đã trở thành một trong những địa phương đầu tiên để xác nhận Cyrus là vua của họ: "và điều này bảo vệ cho phần lãnh thổ phía đông của Cyrus, và cho phép ông tiến hành những chiến dịch hoàng đế đầu tiên của mình -chống lại Sardis". Theo các nguồn của Hy Lạp, sau khi Darius I chiếm được ngai vàng Achaemenes, người Parthia đã liên kết với vua Media là Phraortes, tham gia vào cuộc nổi loạn chống lại ông. Hystaspes, thống đốc nhà Achaemenes của tỉnh này (được cho là cha của Darius) đã cố gắng để dập tắt cuộc nổi loạn mà dường như đã bất chợt nổ ra vào khoảng 522/521 TCN.
Sự nhắc đến đầu tiên về Parthia bởi người Iran bản địa là dòng chữ trên tấm bia đá Behistun của Darius I, nơi Parthia được liệt kê (theo thứ tự chiều kim đồng hồ tiêu biểu của Iran) nằm trong số các Tỉnh trong vùng lân cận của Drangiana. Bản khắc lịch sử bắt đầu vào khoảng năm 520 TCN. Trung tâm của chính quyền "có thể đã nằm tại [nơi mà sau này được gọi là] Hecatompylus". Parthia cũng xuất hiện trong danh sách của Herodotus liệt kê các dân tộc chịu sự cai trị của triều đại Achaemenids;. Nhà sử học ghi lại rằng người Parthia, Chorasmians, Sogdians và Areioi như dân tộc của một tổng trấn riêng rẽ(16), mà hàng năm cống nạp cho đức vua theo ông nói chỉ có 300 talent bạc. Điều này "nếu đúng sẽ gây ra băn khoăn cho các học giả hiện đại."
Trong trận Gaugamela năm 331 TCN giữa quân đội của Darius III và Alexander Đại đế, một trong những đội quân người Parthia được chỉ huy bởi Phrataphernes, người dưới thời Achaemenid đã là thống đốc của Parthia. Sau thất bại của Darius III, Phrataphernes giao nộp chính quyền của mình cho Alexander khi người Macedonia đến đó vào mùa hè năm 330 TCN. Phrataphernes được tái bổ nhiệm làm thống đốc bởi Alexander.

### Dưới thời Seleucid
Sau khi Alexander mất, và trong cuộc phân chia tại Babylon năm 323 TCN, Parthia đã trở thành một tỉnh Seleucid dưới quyền Nicanor. Phrataphernes, cựu thống đốc, đã trở thành thống đốc của Hyrcania. Năm 320 TCN, tại cuộc phân chia ở Triparadisus, Parthia nằm dưới quyền của Philip, cựu thống đốc Sogdiana. Một vài năm sau đó, tỉnh này đã bị xâm chiếm bởi Peithon, thống đốc của đại Media, người sau đó đã cố gắng để cho anh trai Eudamus trở thành thống đốc. Peithon và Eudamus đã bị đuổi khỏi, và Parthia vẫn là một tỉnh theo đúng nghĩa của nó.
Năm 316 TCN, Stasander, một chư hầu của Seleukos I Nikator và thống đốc của Bactria (và, có vẻ như, cũng của Aria và Margiana) được bổ nhiệm làm thống đốc của Parthia. Trong 60 năm tiếp theo, nhiều thành viên triều đại Seleucid sẽ được bổ nhiệm làm thống đốc của tỉnh.
Năm 247 TCN, sau cái chết của Antiochus II, vua Ptolemaios III chiếm quyền kiểm soát thủ đô Seleucid tại Antioch, và "để lại tương lai của triều đại Seleukos một câu hỏi vào lúc đó". Lợi dụng tình hình chính trị không ổn định, Andragoras, thống đốc Seleucid của Parthia, tuyên bố độc lập và bắt đầu đúc tiền xu riêng của mình.

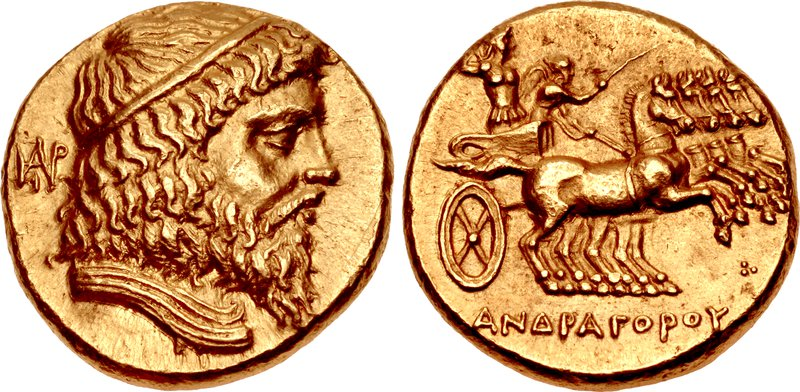
Coin of Andragoras, the last Seleucid satrap of Parthia. He proclaimed independence around 250 BC.

Trong khi đó, "một người đàn ông được gọi là Arsaces, xuất xứ từ Scythia hoặc người Bactrian, [đã] được bầu làm lãnh đạo của người Parni", một dân tộc đông-Iran từ Tajen / thung lũng sông Tajend, phía đông nam của biển Caspian. Sau sự ly khai của Parthia từ Đế quốc Seleucid và mất sự hỗ trợ quân sự từ Seleukos, Andragoras gặp khó khăn trong việc duy trì biên giới của mình, và khoảng năm 238 TCN - dưới sự chỉ huy của "Arsaces và em trai Tiridates" của ông - người Parni xâm lược Parthia và chiếm quyền kiểm soát của Astabene (Astawa), khu vực phía bắc của lãnh thổ đó, trung tâm hành chính của vùng đất đó là Kabuchan.
Một thời gian ngắn sau này khi người Parni chiếm giữ phần còn lại của Parthia từ Andragoras, giết chết ông ta trong cuộc chiến. Mặc dù ban đầu cuộc viễn chinh của quân đội Seleucids dưới thời Seleukos II đã không thành công, đế chế Seleucid dưới thời Antiochus III đã tái chiếm lại lãnh thổ do triều đại Arsacid kiểm soát trong năm 209 TCN từ người thừa kế của Arsaces là Tiridates, hoặc Arsaces II. Arsaces II đã phải cầu hòa và chấp nhận địa vị chư hầu,, và tình trạng này đã tồn tại cho đến khi cháu trai của Arsaces II, Phraates I lên ngôi, mà người Arsacids / Parni một lần nữa sẽ bắt đầu khẳng định sự độc lập của họ.

### Dưới triều đại Arsaces

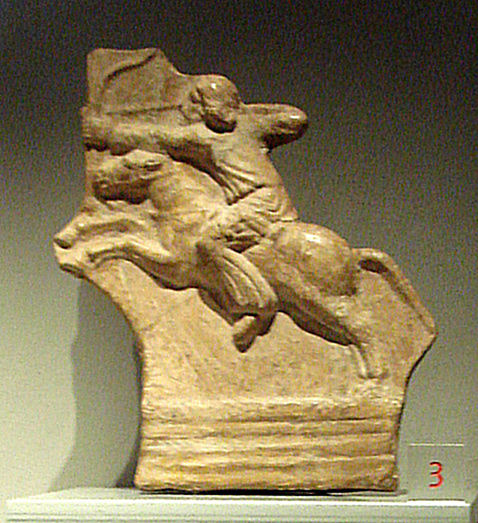
Parthian horseman, now on display at the Palazzo Madama, Turin.

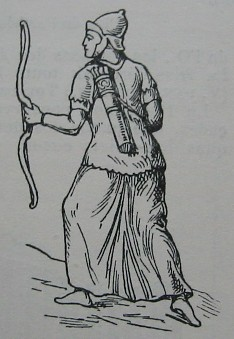
Reproduction of a Parthian archer as depicted on Trajan's Column.

Từ căn cứ của họ tại Parthia, triều đại Arsaces cuối cùng đã mở rộng lãnh địa của họ để bao gồm hầu hết vùng Đại Iran. Mặc dù nhà Arsaces chỉ thỉnh thoảng đặt kinh đô của họ ở Parthia, cơ sở quyền lực của họ chính là nơi đó, trong số các gia tộc phong kiến Parthia, mà nhà Arsaces phụ thuộc họ vào quân sự và hỗ trợ tài chính. Đổi lại sự hỗ trợ này, các gia tộc này nhận được vùng đất rộng lớn giữa các vùng lãnh thổ đầu tiên bị chinh phục mà liền kề với Parthia, giới quý tộc Parthia sau đó cai trị như các vị vua tỉnh. Lớn nhất của các tiểu quốc này là Kuchan, Semnan, Gorgan, Merv, Zabol và Yazd.
Từ khoảng năm 105 trước Công nguyên trở đi, sức mạnh và ảnh hưởng của một số gia tộc quý tộc Parthia này đã lớn tới mức họ thường xuyên chống đối quốc vương, và cuối cùng sẽ là một "yếu tố góp phần trong sự sụp đổ của triều đại
Từ khoảng năm 130 trước Công nguyên trở đi, Parthia bị xâm chiếm bởi rất nhiều bởi các bộ tộc du mục khác nhau, bao gồm người Saka, Nguyệt Chi, và Massagetae. Mỗi lần như vậy, nhà Arsaces đều phải tự mình chống trả, ngay cả khi có mối đe dọa nghiêm trọng hơn từ đế chế Seleukos hoặc người La Mã thấp thoáng trên biên giới phía tây của đế chế của họ (như trường hợp của Mithridates I). Phraates II và Artabanus đã phải trả giá bằng mạng sống của mình để bảo vệ đế chế chống lại các cuộc xâm lăng của dân du mục
Khoảng năm 32 trước Công nguyên, một cuộc nội chiến nổ ra giữa một Tiridates quyết tâm nổi loạn chống lại Phraates IV, có thể với sự hỗ trợ của giới quý tộc mà Phraates trước đây đã đàn áp. Cuộc nổi dậy bước đầu đã thành công, nhưng đã thất bại vào năm 25 trước Công nguyên